# Kwadwo Gyamfi-Poku
Pour les articles homonymes, voir Kwadwo Poku.
Kwadwo Poku est un footballeur international ghanéen né le 5 mai 1985 à Kumasi.